# Otmar Hornbach
Otmar Hornbach (* 6. Juni 1930 in Rothselberg; † 2. August 2014 in Annweiler am Trifels), ein deutscher Unternehmer, begründete 1968 in Bornheim den ersten kombinierten Bau- und Gartenmarkt mit Selbstbedienung in Europa. Als er 2014 mit 84 Jahren verstarb, umfasste sein Familienunternehmen, die Hornbach Baumarkt AG, 144 Filialen mit 16.000 Mitarbeitern und einem Umsatz von 3,4 Milliarden Euro.

## Leben

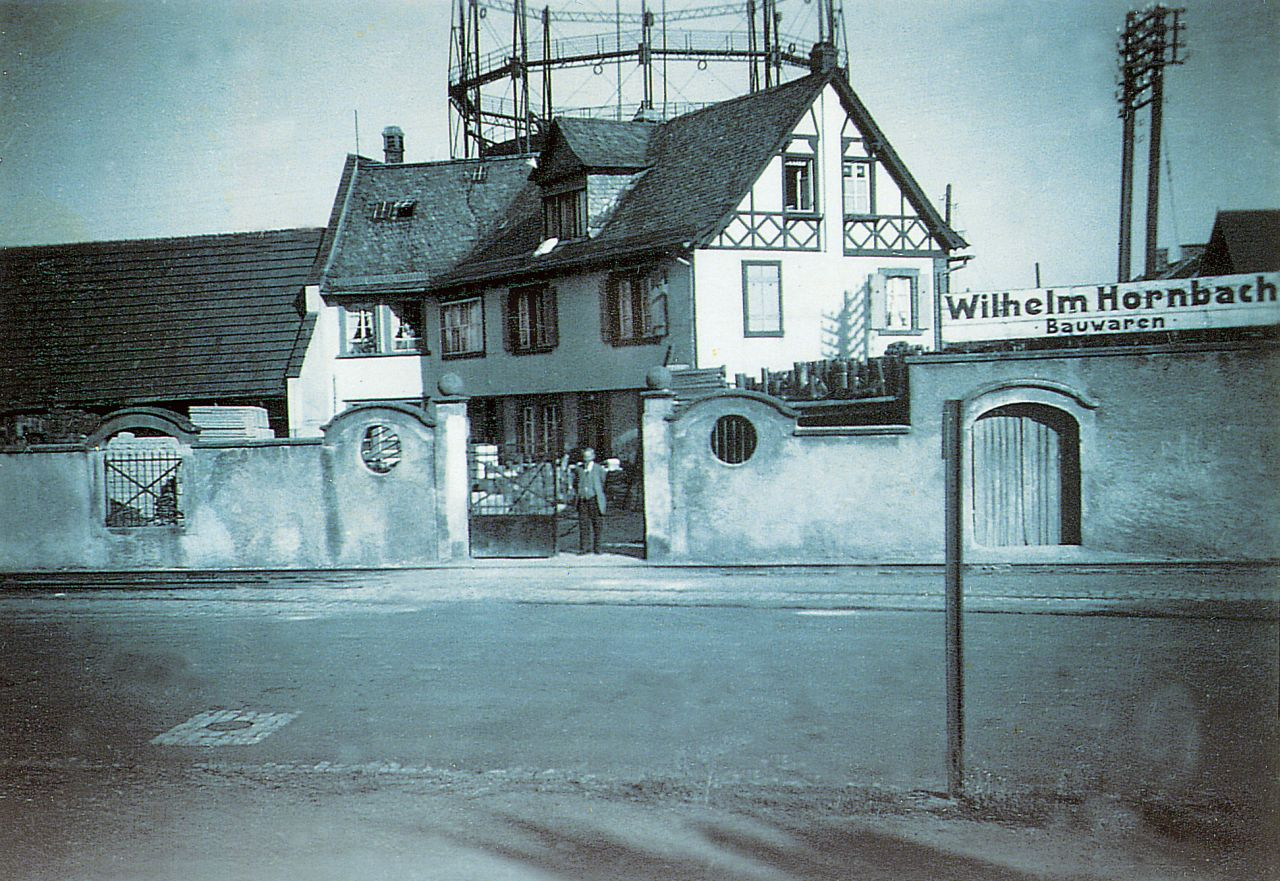
Wilhelm Hornbach Bauwaren

Aufgewachsen in Bornheim, trat er 1949 mit 18 Jahren in die Firma ein, die sein Urgroßvater Michael Hornbach 1877 in Landau in der Pfalz gegründet hatte.
Die Wilhelm Hornbach OHG war ein kleines Mischunternehmen aus Baustoffhandel und Kläranlagenbau. Im Jahr 1966 reiste Otmar Hornbach mit einer Gruppe von Baustoffhändlern durch die Vereinigten Staaten. Dort ließ er sich von dem Gedanken des Do it yourself und der Selbstbedienung inspirieren und eröffnete 1968 den ersten kombinierten Bau- und Gartenmarkt in Deutschland und Europa. Das Angebot Do it yourself wurde gern angenommen. Aus dem ersten Laden entstand die Hornbach Baumarkt AG als eine der größten Betreiberinnen von Bau- und Gartenmärkten in Europa. Hornbach brachte das Unternehmen später an die Börse. Im Jahre 2001 übergab er die Geschäftsleitung an seine beiden Söhne Albrecht und Steffen. Seine Tochter nahm ein Mandat im Aufsichtsrat des Unternehmens wahr.
2001 rettete er das Pirmasenser Produktions- und Handelsunternehmen Wasgau AG vor einer feindlichen Übernahme, indem er seine Anteile von 0,69 Prozent auf 29,51 Prozent aufstockte. Er wünschte, dass das regionale Unternehmen als solches unabhängig erhalten bleiben sollte. Seine Beteiligung an der Wasgau Food GmbH übertrug er 2012 an eine Stiftung, die er nach sich und seiner ein Jahr zuvor verstorbenen Frau Adrienne benannte.

## Adrienne und Otmar Hornbach-Stiftung
Am 10. August 2012 errichtete Otmar Hornbach die Adrienne und Otmar Hornbach-Stiftung, an die er neben anderen Vermögenswerten auch seine Mehrheitsbeteiligung an der Wasgau Food GmbH und damit mittelbar deren Aktienmehrheit an der Wasgau AG eingebracht hatte. Damit wollte er zum Wohle aller Mitarbeiter den nachhaltigen Bestand und die Unabhängigkeit sowie die erfolgreiche wirtschaftliche Weiterentwicklung der Wasgau AG als regionales mittelständisches Unternehmen sicherstellen. Umgekehrt sollen mit den Erträgen der Vermögenswerte erreicht werden, die Förderung von Kunst und Kultur, des öffentlichen Gesundheitswesens, des Tierschutzes und des Sports sowie die Unterstützung von Aufgabenträgern bei der Erfüllung von kirchlichen und sozialen Aufgaben. Zum Stiftungszweck gehört auch der Erhalt und weitere Ausbau der Gemäldesammlung des pfälzischen Kunstmalers Adolf Kessler sowie deren Präsentation im Adolf Kessler Haus. Das Haus gehört zum Grundstockvermögen der Stiftung. Insbesondere sollen andere Kunstsammlungen, Musik- und Gesangvereine gefördert, sowie kulturhistorische Gebäude, Kulturdenkmäler und christliche Kirchen erhalten und saniert werden und regionale medizinische Einrichtungen unterstützt werden.
2013 übernahm die Rewe-Gruppe von Familienmitgliedern der Familie Hornbach und der Stiftung 51 Prozent der Anteile der Wasgau Food, während die Stiftung 49 Prozent hält. Mit dieser Verbindung wollte Otmar Hornbach das Unternehmen langfristig sichern.
Hornbach starb im August 2014 im Alter von 84 Jahren.

## Ehrenämter und Ehrungen
Hornbach war lange Jahre Vizepräsident der IHK Pfalz und Mitglied der Handelsausschusses der Deutschen Industrie- und Handelskammer
- 1999 wurde er mit dem Bundesverdienstkreuz am Bande ausgezeichnet.
- 2007 ehrte der Handelsverband Bauen, Heimwerken und Garten Otmar Hornbach mit seiner höchsten Auszeichnung, dem DIY-Lifetime-Award.[1]